# Chelodina longicollis
La tortuga de cuello de serpiente australiana (Chelodina longicollis) es una especie de tortuga semiacuática de agua dulce originaria de Australia.
Un cuello muy largo es su rasgo más distintivo. También tiene un caparazón ancho, aplanado y pardo, con bordes negros en las placas. Descansa en el fondo de los cursos de agua con la cabeza en la superficie.
Generalmente se la suele encontrar en arroyos,lagunas y hasta en algunas ocasiones en cunetas con agua (J.Mena)